# Промінь (зупинний пункт)
Про́мінь — пасажирський залізничний зупинний пункт Рівненської дирекції Львівської залізниці.
Розташований поблизу дачного масиву «Промінь», Луцький район, Волинської області на лінії Підзамче — Ківерці між станціями Гнідава (2 км) та Несвіч-Волинський (15 км).
Станом на березень 2019 року щодня дві пари електропоїздів прямують за напрямком Сапіжанка/Стоянів — Ківерці.